# Népszabadság
Népszabadság (que significa en húngaro: "Libertad del Pueblo") fue un importante periódico húngaro de tendencia izquierdista.

## Historia y perfil

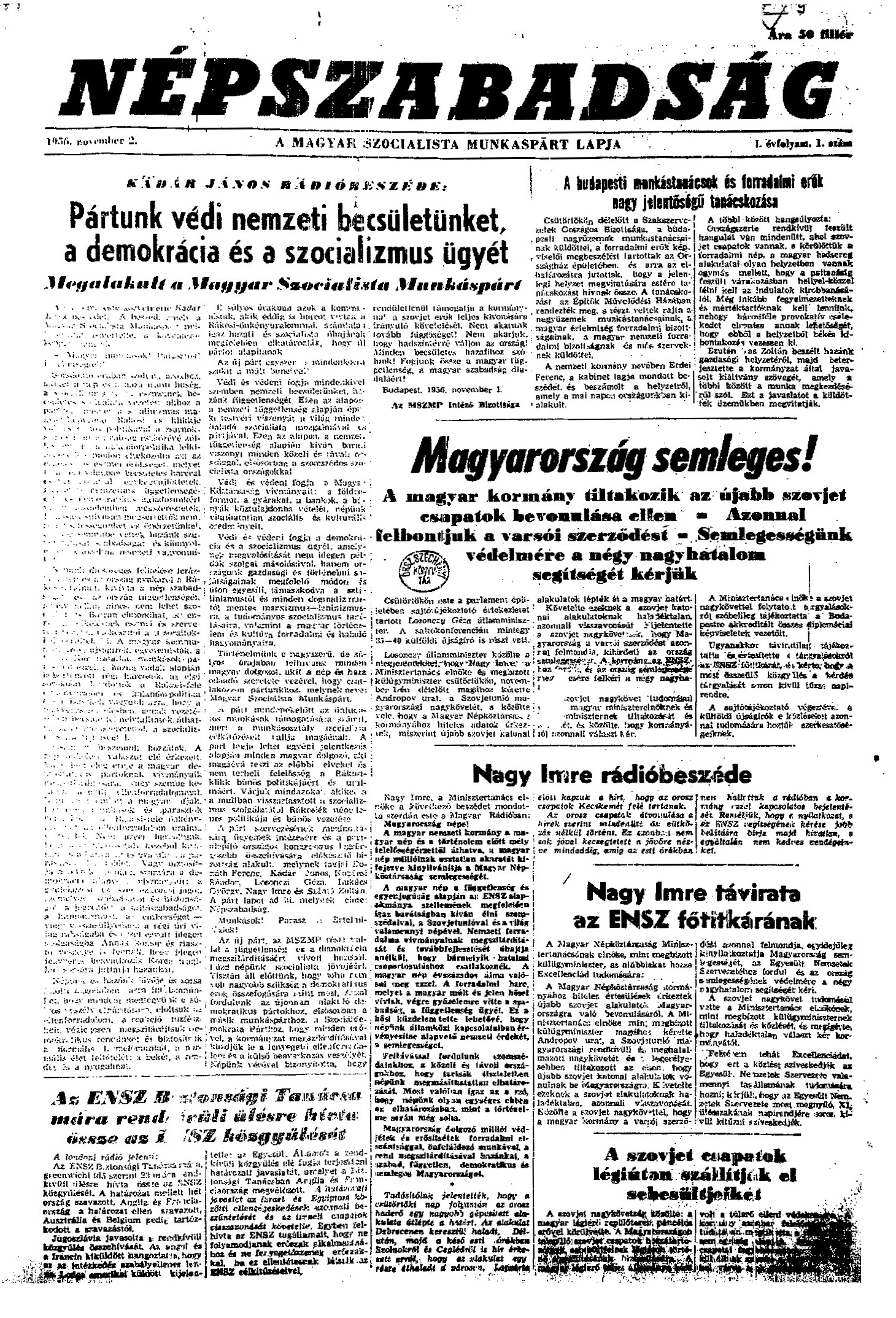
Front page of the first issue from 2 November 1956

Népszabadság fue fundado el 2 de noviembre de 1956 durante la Revolución húngara como sucesor del diario Szabad Nép (que significa Pueblo Libre), que se fundó en 1942 como el órgano central del disuelto Partido de los Trabajadores Húngaros (MDP por sus siglas en húngaro). Népszabadság también fue el órgano del nuevo Partido Socialista Obrero Húngaro (MSZMP), sucesor del MDP.
A principios de la década de 1990, tras el colapso del régimen comunista, el periódico fue privatizado y los nuevos propietarios fueron Bertelsmann AG Alemania (50%), la Fundación Prensa Libre (Szabad Sajtó Alapítvány en húngaro), una fundación del Partido Socialista Húngaro (MSZP) (26%), el Primer Fondo de Inversión de Hungría (16,8%) y la Asociación del Personal Editorial (6%). En 2005, Ringier adquirió el periódico; en 2014, después de que la Autoridad de Competencia húngara impidiera la fusión de Ringier y Axel Springer en parte debido a su propiedad de Népszabadság, se vendió a Vienna Capital Partners, que creó una empresa subsidiaria, Mediaworks Hungary Zrt., para sus intereses en los medios de comunicación húngaros. MSZP vendió sus acciones a Mediaworks en 2015.
El periódico se publicó en formato de broadsheet y tenía su oficina principal en Budapest. En 2004, el periódico obtuvo fondos suficientes para construir una instalación de impresión a todo color, de alta capacidad y completamente nueva para su propio uso exclusivo, lo cual era inusual para la prensa húngara. El uso expandido del color fue pensado como un medio para ayudar a la posición competitiva de Népszabadság entre los diarios. Circulaba más ediciones que todos sus competidores húngaros juntos, aunque la circulación ya estaba en proceso de declive (ver más abajo).
El periódico estaba cerca de los partidos MSZP y la Alianza de los Demócratas Libres (SZDSZ) y sus editoriales a menudo apoyaban, aunque con frecuencia también criticaban, al gobierno socialista-liberal. Su agenda internacional solía apoyar las políticas de la Unión Europea y Estados Unidos. Aunque algunas críticas incluían la iniciativa de "exportación de la democracia" del entonces presidente estadounidense George W. Bush. Népszabadság simpatizaba con Estados Unidos al llamar rebeldes a ciertos países o parte del eje del mal y era algo crítico con los países árabes, tanto por motivos políticos como de derechos humanos.[cita requerida]
Marcell Murányi fue nombrado editor en jefe en julio de 2014. Renunció en mayo de 2015 después de ser acusado de un atropello y fuga fatal, y fue reemplazado en agosto por su hermano András Murányi. Marcell Murányi finalmente fue sentenciado a prisión, que le fue suspendida por dos años; continuó sirviendo como asesor del Népszabadság.
El periódico fue cerrado repentinamente por su propietario Mediaworks el 8 de octubre de 2016. Los periodistas se estaban preparando para mudarse a una nueva sede; el viernes dejaron su antigua oficina y todavía estaban planeando una fiesta de inauguración el domingo en la nueva oficina; el sábado les dijeron que estaban suspendidos y no les permitían entrar al edificio. La publicación cesó y su sitio web fue desconectado. El mismo día se anunció la salida del ex director general de Mediaworks, Balázs Rónai. Mediaworks anunció que el cierre fue una decisión empresarial debido a que el diario sufrió pérdidas. La liquidación del diario fue realizada por el director general interino Viktor Katona, quien renunció él mismo (alegando motivos de salud) el lunes siguiente, imposibilitando a los periodistas negociar con cualquier responsable.
La izquierda política consideró que el cierre era obra del partido gobernante Fidesz que actuaba tras bastidores. Las supuestas reuniones entre el primer ministro Viktor Orbán y el propietario de Mediaworks, Heinrich Pecina, sobre la transferencia de Népszabadság, se informaron ya en junio. A la afirmación del propietario de la falta de rentabilidad, el portal 'The Budapest Beacon' comentó que después de las pérdidas anteriores, el periódico obtuvo una ganancia de 130 millones de forintos (USD 480.000) en 2015, pero no proporcionó ninguna fuente o prueba para esta información.
Heinrich Pecina, el propietario de Mediaworks Hungary Zrt, dijo que la decisión se basó simplemente en una base financiera: en los últimos años, el Népszabadság tuvo una pérdida total de 5 mil millones de forintos. También agregó que se había ofrecido a vender el Népszabadság al Partido Socialista Húngaro, pero este más tarde "no tuvo el valor de comprarlo".

## Circulación
Népszabadság tuvo la mayor circulación en Hungría hasta 2002 cuando fue superado por Blikk, un periódico sensacionalista y Metropol, un periódico gratuito. La circulación de Népszabadság luego disminuyó y el número de lectores disminuyó significativamente en el período entre 2005 y 2010. Aun así, tuvo la circulación más alta entre los diarios políticos (el siguiente más grande, Magyar Nemzet, tenía una circulación de 17.390 en el segundo trimestre de 2016).
Los siguientes números de circulación se basan en datos auditados:
| - 1989: 460 000 - 1991: 327 000 - 1993: 305 000 - 1994: 300 000 - 1995: 285 000 | - 1998: 225 000 - 2000: 203 000 - 2002: 195 000 - 2003: 172 000 | - 2009: 99 446 - 2010: 70 000 - 2011: 63 000 - 2013: 46 000 - 2016: 37 000 |

## Escándalos
En 2003, Népszabadság fue objeto de un escándalo de alto perfil después de que el periódico publicara en la portada una supuesta carta de Edward Teller. La carta, que luego resultó ser falsa, apareció en Népszabadság poco después de la muerte del físico de origen húngaro y conocido simpatizante de Fidesz, Teller, afirmando expresar su descontento con el antisemitismo y los sentimientos antiestadounidenses en el partido. La carta resultó ser escrita por el periodista jubilado László Zeley, editor húngaro de Teller, quien intentó pero no pudo convencer a Teller de que la firmara. Népszabadság publicó la carta sin verificar su autenticidad y tuvo que retractarla al día siguiente, lo que provocó una reprimenda ética por parte de MÚOSZ (Asociación de Periodistas Húngaros). El editor en jefe renunció a raíz del asunto y fue elegido director del Comité de Ética del MÚOSZ entre 2004 y 2011.